# مثقاب قوسي

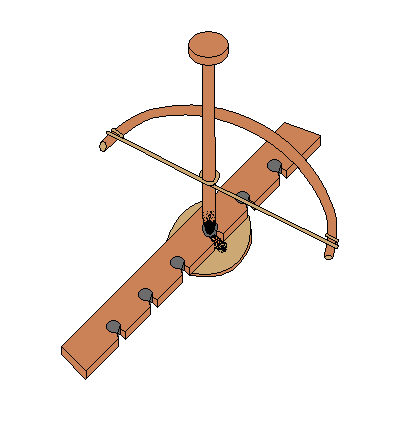
رسم توضيحي لمثقب القوس.

مثقب القوس (الجمع: مَثَاقب القَوْس) هو أداة عتيقة كانت تستخدم عادة في إشعالِ النار، كما استُخدِمت أيضًا في أعمال الخشب وطب الأسنان. يتألف مثقب القوس من مسكة علوية ومغزل أو مثقب ولوح إشعال وقوس.